# The Isley Brothers
The Isley Brothers is een Amerikaanse rhythm-and-blues- en soulgroep uit Lincoln Heights, een suburb van Cincinnati, in de staat Ohio. De oorspronkelijke samenstelling bestond uit O'Kelly, Rudolph en Ronald Isley. The Isley Brothers bereikten vanaf de jaren 50 tot begin 21e eeuw zes decennia achter elkaar één of meer hitnoteringen in de Billboard Hot 100. Hiermee zijn ze een van de langst actieve groepen in de popgeschiedenis.

## Carrière

### Jaren 50 en 60
The Isley Brothers begonnen in 1954 als gospelmuziekensemble, maar na de vroege dood van broer Vernon in 1955 stapten ze over op rhythm-and-blues. In 1959 behaalde de groep met het nummer Shout hun eerste notering in de Billboard Hot 100, nadat I'm Gonna Knock on Your Door was geflopt. In de vroege jaren zestig was Jimi Hendrix hun sologitarist.
In 1965 tekende de groep een contract met Motown. Hun grootste hits waren This Old Heart of Mine (Is Weak for You) en Behind a Painted Smile, maar het was moeilijk om dat succes te herhalen en in 1968 verlieten ze Motown om op hun eigen label T-Neck Records verder te gaan.

### Jaren 70 en 80
In de vroege jaren zeventig kregen The Isley Brothers versterking van hun jongere broers Ernie en Marvin Isley en zwager Chris Jasper; vooral laatstgenoemde vervulde een belangrijke rol als songschrijver en componist. In 1984, na afloop van de tournee ter promotie van het album Between the Sheets, stapte dit drietal op om verder te gaan als Isley-Jasper-Isley. Ze brachten drie albums uit en hadden begin 1986 (het jaar waarin O'Kelly Isley aan een hartaanval overleed) een hit met Caravan of Love (een jaar later met meer succes gecoverd door de Britse groep The Housemartins).

### Jaren 90
Na de breuk van Isley-Jasper-Isley gingen Marvin en Ernie Isley weer samenwerken met hun oudere broers; Rudolph Isley moest door diabetes afhaken en werd dominee. Marvin Isley, die eveneens diabetes had, volgde in 1997; hij verloor zijn beide benen, zijn gezondheid ging achteruit en kwam in 2010 te overlijden. Ernie en Ronald Isley gingen als duo verder en hadden in 2001 hun laatste grote hit met Contagious van het album Eternal. In dit nummer was ook een rol weggelegd voor R. Kelly, met wie de broers al in 1995 hadden samengewerkt op zijn hit Down Low. Het album Baby Makin' Music uit 2006 maakte de hattrick compleet. 

### Jaren 10 en 20
In 2007 werd Ronald Isley veroordeeld tot drie jaar gevangenisstraf wegens belastingontduiking; tijdens deze periode verleende Ernie zijn medewerking aan een Jimi Hendrix-tribute. 
In 2016 zong Ronald Isley twee nummers op het Santana-album Santana IV en de live-dvd die daarop volgde. Dit beviel zo goed dat Santana en The Isley Brothers samen een album opnamen met sociaal-politieke covers; Power of Peace verscheen in augustus 2017.
Op 4 april 2021 waren de Isleys samen met Earth, Wind & Fire te zien in een aflevering van de webcast Verzuz; onder leiding van presentator en fan Steve Harvey zongen beide acts om beurten mee met een voorgedraaid nummer uit hun omvangrijke repertoire.
Als opvolger van de single met rapper Snoop Dogg maakten de Isleys in 2022 een nieuwe versie van Make Me Say It Again Girl; hiervoor vroegen ze de hulp in van Beyoncé.
Rudolph Isley (84) overleed in oktober 2023.
Chris Jasper overleed op 73-jarige leeftijd eind februari 2025. Twee maanden eerder had hij de diagnose kanker gekregen.

## Samples en covers
De muziek van The Isley Brothers is diverse malen gesampled (door hiphopartiesten) en vertolkt. 
- The Yardbirds namen in 1964 een versie op van Respectable voor hun debuutalbum Five Live Yardbirds.
- Lulu (1964) en The Trammps (1975) hadden een hit met hun versies van Shout.
- Mathilde Santing bracht in 1982 een versie van Behind a Painted Smile.
- The Christians hadden in 1988 een hit met hun versie van Harvest for the World uit 1976. In 2017 verscheen de versie van Average White Band, geproduceerd door Chris Jasper.
- Rod Stewart coverde in 1989 This Old Heart of Mine als duet met Ronald Isley.
- Ice Cube had begin 1993 een hit met It Was a Good Day, waarin hij Footsteps in the Dark uit 1977 samplede.
- Aaliyah (met producer R. Kelly) coverde in 1994 het nummer At Your Best (You Are Love).
- Aphrodite maakte in 1997 een Drum-'n-bass-cover van Summer Breeze (origineel door Seals and Crofts, gecoverd door The Isley Brothers) .
- Onder andere The Notorious B.I.G., Tupac Shakur, Gwen Stefani en Plies (met medewerking van Ronald Isley zelf) sampleden Between the Sheets uit 1983.

## Samenstelling
- O'Kelly Isley (1954-1955, 1957-1986): achtergrondzanger, tot zijn overlijden
- Rudolph Isley (1954-55, 1957-1989): achtergrondzanger
- Ronald Isley (1954-55, 1957-1989; 1991-huidig): leadzanger en achtergrondzanger
- Vernon Isley (1954-1955): zanger, tot zijn overlijden
- Ernie Isley (1973-1984, 1991-): gitaar, drums, percussie en achtergrondzanger
- Marvin Isley (1973-1984, 1991-1997): basgitaar en achtergrondzanger
- Chris Jasper (1973-1984): piano, keyboard, synthesizers en achtergrondzanger

## Hitnoteringen

### Albums
| Album met eventuele hitnotering(en) in de Nederlandse Album Top 100 | Datum van verschijnen | Datum van binnenkomst | Hoogste positie | Aantal weken | Opmerkingen |
| ------------------------------------------------------------------- | --------------------- | --------------------- | --------------- | ------------ | ----------- |
| Eternal                                                             | 2002                  | 23-02-2002            | 50              | 11           |             |

| Album met hitnotering(en) in de Vlaamse Ultratop 200 albums | Datum van verschijnen | Datum van binnenkomst | Hoogste positie | Aantal weken | Opmerkingen |
| ----------------------------------------------------------- | --------------------- | --------------------- | --------------- | ------------ | ----------- |
| Power of Peace                                              | 2017                  | 05-08-2017            | 104             | 1            | met Santana |

### Singles
| Single met eventuele hitnotering(en) in de Nederlandse Top 40 | Datum van verschijnen | Datum van binnenkomst | Hoogste positie | Aantal weken | Opmerkingen  |
| ------------------------------------------------------------- | --------------------- | --------------------- | --------------- | ------------ | ------------ |
| This Old Heart of Mine (Is Weak for You)                      | 1968                  | 30-11-1968            | tip12           | 2            |              |
| It's Your Thing                                               | 1969                  | 17-05-1969            | tip9            | 2            |              |
| Behind a Painted Smile                                        | 1969                  | 05-07-1969            | 26              | 6            |              |
| That Lady (Part 1)                                            | 1973                  | 01-12-1973            | 17              | 5            |              |
| Contagious                                                    | 2002                  | 23-02-2002            | 3               | 11           | met R. Kelly |
| Secret Lover                                                  | 2002                  | 06-07-2002            | tip16           | 5            |              |

### NPO Radio 2 Top 2000
| Nummers met noteringen in de NPO Radio 2 Top 2000 | '99  | '00  | '01-'15 | '16  | '17  |
| ------------------------------------------------- | ---- | ---- | ------- | ---- | ---- |
| Behind a Painted Smile                            | 1594 | 1758 | -       | -    | -    |
| The Highways of My Life                           | -    | -    | -       | 1389 | 1721 |

1. ↑  Een '-' betekent dat het nummer niet was genoteerd en een vetgedrukt getal geeft de hoogste notering van een nummer aan.
2. ↑  Deze tabel is bijgewerkt tot en met de laatste editie (2024).